# Бармино (Московская область)
Бармино — деревня в Шатурском муниципальном районе Московской области. Входит в состав Дмитровского сельского поселения. Население — 78 чел. (2010).

## Расположение
Деревня Бармино расположена в юго-западной части Шатурского района, расстояние до МКАД порядка 135 км. Высота над уровнем моря 140 м.

## Название
В письменных источниках деревня упоминается как Бармино, Бормино.
Название связано с некалендарным личным именем Барма.

## История
Впервые упоминается в писцовой Владимирской книге В. Кропоткина 1637—1648 гг. как пустошь Бармино Колушской кромины волости Муромского Сельца Владимирского уезда. Пустошь принадлежала князю Ивану Булатовичу Мещерскому.
Последним владельцем деревни перед отменой крепостного права был князь Мещерский.
После отмены крепостного права деревня вошла в состав Середниковской волости.
В советское время деревня входила в Середниковский сельсовет.

## Население
| 1858 | 1859 | 1868 | 1885 | 1905 | 1926 |
| ---- | ---- | ---- | ---- | ---- | ---- |
| 390  | ↗407 | ↗425 | ↗509 | ↗579 | ↘447 |
| 1970 | 1993 | 2002 | 2006 | 2010 |      |
| ↘249 | ↘111 | ↘90  | ↗130 | ↘78  |      |